# Tiris Zemmour
Tiris Zemmour (arabiska: ولاية تيرس زمور) är en region (wilaya) i norra Mauretanien. Huvudort är Zouérat. Den gränsar till Algeriet i nordost, Mali i öst och Västsahara i väst och nordväst samt till den mauretanska regionen Adrar i söder. Regionen hade 79 129 invånare vid folkräkningen år 2023.
Tiris Zemmour är indelat i tre departement (moughataa).
| Departement (moughataa) | Folkmängd (2023) | Kommuner                       |
| ----------------------- | ---------------- | ------------------------------ |
| Bir Mogrein             | 5 126            | - Bir Mogrein (5 126 invånare) |
| Fdeirik                 | 11 623           | - Fdeirik (11 623 invånare)    |
| Zouérat                 | 62 380           | - Zouérat (62 380 invånare)    |